# یوشیهیرو آکیاما
یوشیهیرو آکیاما (انگلیسی: Yoshihiro Akiyama؛ زادهٔ ۲۹ ژوئیهٔ ۱۹۷۵) ورزشکار هنرهای رزمی ترکیبی و جودوکار اهل ژاپن است. وی از سال ۲۰۰۴ میلادی تاکنون مشغول فعالیت بوده‌است.